# Lulejská sámština
Lulejská sámština (julevsámegiella) patří mezi uralské jazyky, do skupiny sámských jazyků. Mluví se jí ve Švédsku v lulejské Lappmarce kolem řeky Lule a v Norsku v kraji Nordland, obzvláště pak v obci Tysfjord, kde je lulejská sámština úředním jazykem. Má svou vlastní abecedu a k psaní používá latinku.

## Status
S více než 1500 (až 2000) mluvčími je po severní sámštině druhým nejrozšířenějším sámským jazykem. Uvádí se, že počet rodilých mluvčích prudce klesá s nástupem mladší generace. Nicméně jazyk byl standardizován v roce 1983 a od té doby více propracován.

## Abeceda a pravopis
Kolem roku 1900 položil jazykovědec K.B. Wiklund základy sámskému jazyku stávající jazyk i pravopis byly kodifikovány v roce 1983.
Abeceda je tvořena 24 písmeny:
| Velká písmena |   |   |   |   |   |   |   |   |   |   |   |   |   |   |   |   |   |   |   |   |   |   |   |
| A             | Á | B | D | E | F | G | H | I | J | K | L | M | N | Ń | O | P | R | S | T | U | V | Å | Ä |
| Malá písmena  |   |   |   |   |   |   |   |   |   |   |   |   |   |   |   |   |   |   |   |   |   |   |   |
| a             | á | b | d | e | f | g | h | i | j | k | l | m | n | ń | o | p | r | s | t | u | v | å | ä |

Kromě těchto písmen se v cizích slovech používají i písmena c, q, w, x, y, z a ö.

## Fonologie[4]

### Vokály
|          | přední | zadní |
| -------- | ------ | ----- |
| vysoké   | i      | á     |
| středové | e      | o     |
| nízké    | ä      | a, å  |

| dvojhlásky |
| ---------- |
| ie         |
| uo         |
| oa         |
| (i) ä      |

### Konsonanty
|            |               | labiály | dentály | alveoláry | palatály |
| ---------- | ------------- | ------- | ------- | --------- | -------- |
| okluzívy   | znělé neznělé | b p     | d t     | g k       | tj., dj  |
| nazály     | znělé         | m       | n       | ń         |          |
| frikativy  | znělé neznělé | v f     | s       | h         | sj       |
| laterály   | znělé         |         | l       |           |          |
| vibranty   | znělé         |         |         | r         |          |
| polovokály |               |         |         |           | j        |

## Gramatika
Podobně jako severní sámština má i luleská sámština tři mluvnická čísla (singulár, duál, plurál) a čtyři slovesné způsoby (indikativ, imperativ, kondicionál, potenciál). Slovesa mají čtyři časy – minulý, neminulý, předpřítomný a předminulý.

### SUBSTANTIVA

#### PÁDY
Lulejská sámština má sedm pádů: nominativ, genitiv, akuzativ, inessiv, illativ, elativ a komitativ.
NOMINATIV
Stejně jako u ostatních Uralských jazyků, nominativ singuláru je neoznačený. Nominativ plurálu je také neoznačený a je vždy formálně stejný jako genitiv singuláru.
GENITIV
Genitiv singuláru je neoznačený a vypadá stejně jako nominativ plurálu. Genitiv plurálu má příponu - j. Genitiv se používá:
- k vyjádření vlastnictví
- s předložkou
- postpozice

AKUZATIV
Akuzativ je přímý předmětový pád. Odpovídá na otázku Koho? Co? V jednotném čísle má příponu -v, a v množném čísle -t, resp. -jt.
Lokativní pády:
INESSIV
Tento pád se používá k označení:
- kde něco je
- kdo má něco ve vlastnictví

V jednotném čísle má příponu -n, v množném -j, resp. -jn.
ILLATIV
Illativ má příponu -j v singuláru, a -jda v plurálu. Používá se k označení:
- kam něco jde
- kdo něco dostává
- nepřímý předmět

ELATIV
Pád elativ použijeme, pokud chceme zjistit, odkud něco pochází. V singuláru má příponu -s, v plurálu -js.
KOMITATIV
Komitativ se používá, když chceme vyjádřit kým nebo čím bylo něco uděláno. Přípona v singuláru je -jn, pro plurál -j.
ESSIV
Tento pád použijeme, pokud chceme odpověď na otázku Jaký? Kdy? ve smyslu např. jaký jsem dřív byl. V singuláru má příponu -n.
| pády      | sing.          | přípona singuláru | plur.    | přípona plurálu |
| --------- | -------------- | ----------------- | -------- | --------------- |
| NOMINATIV | muorra (strom) | --                | muora    | -               |
| GENITIV   | muora          | --                | muoraj   | -j              |
| AKUZATIV  | muorav         | -v                | muorajt  | -jt             |
| ILLATIV   | muorraj        | -j                | muorajda | -jda            |
| INESSIV   | muoran         | -n                | muorajn  | -jn             |
| ELATIV    | muoras         | -s                | muorajs  | -js             |
| KOMITATIV | muorajn        | -jn               | muoraj   | -j              |
| ESSIV     | muorran        | -n                |          |                 |

### ADJEKTIVA
Stupňování adjektiv tvoříme sufixem -p pro komparativ, a -mus pro superlativ.
Př.: buorre - buorep - buoremus (dobrý, lepší, nejlepší)
| pád/sg.   | POSITIV        | KOMPARATIV      | SUPERLATIV           |
| --------- | -------------- | --------------- | -------------------- |
| nominativ | nuorra (mladý) | nuorap (mladší) | nuoramus (nejmladší) |
| genitiv   | nuora          | nuorabu         | nuoramusá            |
| akuzativ  | nuorav         | nuorabuv        | nuoramusáv           |
| illativ   | nuorraj        | nuorabuj        | nuoramussaj          |
| inessiv   | nuoran         | nuorabun        | nuoramusán           |
| elativ    | nuoras         | nuorabus        | nuoramusás           |
| komitativ | nuorajn        | nuorabujn       | nuoramusájn          |
| essiv     | nuorran        | nuorabun        | nuoramussan          |

### ZÁJMENA[5]
Osobní zájmena mají tři čísla: singulár, duál a plurál.
V následující tabulce můžete vidět osobní zájmena v nominativu a genitivu.
|                     | ČESKY     | nominativ | ČESKY      | genitiv |
| ------------------- | --------- | --------- | ---------- | ------- |
| 1. osoba (singulár) | já        | mån       | moje       | muv     |
| 2. osoba (singulár) | ty        | dån       | tvoje      | duv     |
| 3. osoba (singulár) | on, ona   | sån       | jeho, její | suv     |
| 1. osoba (duál)     | my (dva)  | måj       | naše       | munnu   |
| 2. osoba (duál)     | vy (dva)  | dåj       | vaše       | dunnu   |
| 3. osoba (duál)     | oni (dva) | såj       | jejich     | sunnu   |
| 1. osoba (plurál)   | my        | mij       | naše       | mijá    |
| 2. osoba (plurál)   | vy        | dij       | vaše       | dijá    |
| 3. osoba (plurál)   | oni       | sij       | jejich     | sijá    |

|           | SINGULÁR | DUÁL    | PLURÁL |
| --------- | -------- | ------- | ------ |
| Nominativ | sån      | såj     | sij    |
| Genitiv   | suv      | sunnu   | sijá   |
| Akuzativ  | suv      | sunuv   | sijáv  |
| Inessiv   | sujna    | sunnun  | siján  |
| Illativ   | sunji    | sunnuj  | sidjij |
| Elativ    | sujsta   | sunnus  | sijás  |
| Komitativ | sujna    | sunnujn | sijájn |

### ČÍSLOVKY[6]
|      | ZÁKLADNÍ         | ŘADOVÉ              | ZÁKLADNÍ pro osoby            | ZÁKLADNÍ pro zvířata  |
| ---- | ---------------- | ------------------- | ----------------------------- | --------------------- |
| 1    | ak'ta            | vuostasj            | ak'tu (sám)                   | ak'tagis (jeden sob)  |
| 2    | guok'ta          | nuppát              | guovtes (2 lidi)              | guok'tagis (dva sobi) |
| 3    | gål'må           | goalmát             | gålmås                        | gål'mågis             |
| 4    | niel'lja         | nälját              | nieljes                       | niel'ljagis           |
| 5    | vihtta           | vidát               | vidás                         | vihttagis             |
| 6    | guhtta           | gudát               | gudás                         | guhttagis             |
| 7    | gietjav          | giehttjit           | gietjas                       | giehtjagis            |
| 8    | gák'tja          | gávtjat             | gávtjes                       | gák'tjagis            |
| 9    | ak'tje           | avtját              | avtjes                        | ak'tjegis             |
| 10   | lågev            | lågåt               | låges                         | låhkegis              |
| 11   | ak'ta låge nan   | vuostasj lågåt      | ak'ta låge nan almatja (lidé) |                       |
| 12   | guok'ta låge nan | nuppát lågåt        | guok'ta låge nan almatja      |                       |
| 20   | guok'talåhke     | guok'ta lågåt       | guok'talåk almatja            | guovtelågåk           |
| 21   | guok'talåk ak'ta | guok'talåk vuostasj | guok'talåk ak'ta almatja      | guok'talåk ak'tagis   |
| 100  | tjuohte          | tjuodát             | tjuodes                       | tjuodak               |
| 1000 | tuvsán           | tuvsánat            |                               |                       |

### SLOVESA[7]
Podobně jako severní sámština má i luleská sámština tři mluvnická čísla (singulár, duál, plurál) a čtyři slovesné způsoby (indikativ, imperativ, kondicionál, potenciál). Slovesa mají čtyři časy – minulý, neminulý, předpřítomný a předminulý.
OSOBA
Rozlišují se tři mluvnické osoby:
- první osoba
- druhá osoba
- třetí osoba

ČÍSLO
Rozlišují se tři mluvnická čísla:
- singulár
- plurál
- duál

ČAS
Rozlišují se dva jednoduché časy:
- minulý čas
- neminulý čas

a dva složené časy:
- perfektum
- pluperfekt

SLOVESNÝ ZPŮSOB
Rozlišují se 4 slovesné způsoby:
- indikativ
- imperativ
- kondicionál
- potenciál

|             | sloveso                                            | překlad                                        |
| ----------- | -------------------------------------------------- | ---------------------------------------------- |
| INFINITIV   | jáhkket                                            | myslet                                         |
| PRESENS     | mån jáhkáv                                         | já myslím                                      |
| IMPERFEKT   | mån jáhkkiv                                        | myslel jsem                                    |
| PERFEKT     | månlav jáhkkám                                     | myslel jsem                                    |
| PLUSPERFEKT | mån lidjiv jáhkkám                                 | myslel jsem                                    |
| FUTURUM     | mån galgav jáhkkám mån ájgov jáhkket mån jáhkáv gå | budu věřit mám v úmyslu věřit budu věřit, když |
| KONDICIONÁL | mån luluv jáhkket mån luluv jahkkam                | věřil bych byl bych věřil                      |
| POTENCIÁL   | jáhkitja má                                        | měli byste věřit                               |
| IMPERATIV   | jáhke!                                             | věř!                                           |

|            | PRESENS     | PRETERITUM | PERFEKT       | PLUSQUAMPERFEKTUM | FUTURUM             | KONDICIONÁL    | POTENCIÁL   | IMPERATIV |
| ---------- | ----------- | ---------- | ------------- | ----------------- | ------------------- | -------------- | ----------- | --------- |
| sg 1 (mån) | båråv       | bårriv     | lav bårråm    | lidjiv bårråm     | galgav bårråt       | luluv bårråt   | båråtjav    | -         |
| sg 2 (dån) | bårå        | bårri      | la bårråm     | lidji bårråm      | galga bårråt        | lulu bårråt    | båråtja     | bårå      |
| sg 3 (sån) | bårrå       | båråj      | la bårråm     | lij bårråm        | gal'gá bårråt       | luluj bårråt   | båråsj      | bårris    |
| du 1 (måj) | bårrin      | båråjma    | lin bårråm    | lijma bårråm      | gal'gin bårråt      | lulujma bårråt | båråtjin    | bårron    |
| du 2 (dåj) | bårråbihtte | båråjda    | lihppe bårråm | lijda bårråm      | gal'gabihtte bårråt | lulujda bårråt | båråtjihppe | bår're    |
| du 3 (såj) | bårråba     | båråjga    | libá bårråm   | lijga bårråm      | gal'gaba bårråt     | lulujga bårråt | båråtjibá   | bårriska  |
| pl 1 (mij) | bårråp      | båråjma    | lip bårråm    | lijma bårråm      | gal'gap bårråt      | lulujma bårråt | båråtjip    | bårrop    |
| pl 2 (dij) | bårråbihtit | båråjda    | lihpit bårråm | lijda bårråm      | gal'gabihtit bårråt | lulujda bårråt | båråtjihpit | bårrit    |
| pl 3 (sij) | bårri       | bårrin     | li bårråm     | lidjin bårråm     | gal'gi bårråt       | lulun bårråt   | båråtji     | bårrisa   |